# Kanton Vineuil
Vineuil is een kanton van het Franse departement Loir-et-Cher. Het kanton maakt deel uit van het arrondissement Blois.

## Gemeenten
Het kanton Vineuil omvatte tot 2014 de volgende 3 gemeenten:
- Montlivault
- Saint-Claude-de-Diray
- Vineuil (hoofdplaats)

Na de herindeling van de kantons bij decreet van 21 februari 2014, met uitwerking op 22 maart 2015, omvat het kanton volgende gemeenten :
- Blois (deel)
- Cellettes
- Cheverny
- Chitenay
- Cormeray
- Cour-Cheverny
- Saint-Gervais-la-Forêt
- Vineuil